# Jean-Nicolas Stofflet
Jean-Nicolas Stofflet   (Bathelémont, 3 de febrer de 1753 - Angers, 25 de febrer de 1796) fou un líder francès de la Revolta de La Vendée contra la Primera República Francesa.
Nascut a Bathelémont-lès-Bauzemont (Meurthe-et-Moselle), fill d'un moliner, va estar durant molt de temps privat a la Guàrdia Suïssa i, després, conseller del comte de Colbert-Maulévrier, es va incorporar als Vendéans quan van alçar-se contra la Revolució per defensar el catolicisme romà i els principis realistes. Durant la guerra de Vendée, va servir primer amb Maurice d'Elbée, i va lluitar a Fontenay-le-Comte, Cholet i Saumur, i es va distingir a les batalles de Beaupréau, Laval i Antrain.
Va ser nomenat major general de l'exèrcit reialista i el 1794 va succeir a Henri de la Rochejaquelein com a comandant en cap de l'exèrcit catòlic i real. Stofflet va establir la seva seu al Bosc de Vezins. Però les seves disputes amb un altre líder vendèic, François de Charette, i les derrotes que van suportar les tropes vendèanes, el van portar a cedir-se i a acceptar els termes del Tractat de La Jaunaye amb la Convenció Nacional (2 de maig de 1795).
Tanmateix, aviat va violar aquest tractat i, per instància dels agents realistes, va prendre armes al desembre del mateix any en nom del comte de Provença, de qui havia rebut el rang de maréchal-de-camp. Aquesta darrera acció de Stofflet fallà completament. Va ser pres per la República, condemnat a mort per una comissió militar i afusellat a Angers.